# Vila Čestmíra Parmy
Vila Čestmíra Parmy je rodinná vila v Praze 8-Troji v ulici Na přesypu. Od roku 1958 je chráněna jako nemovitá kulturní památka České republiky.

## Historie
Funkcionalistická vila stomatologa Čestmíra Parmy byla postavena v letech 1931–1932 podle návrhu vídeňského architekta Karla Simona. Výstavbu realizoval stavitel František Čihák.

## Popis
Funkcionalistická vila volně stojící v rozsáhlé zahradě je přízemní s atelierem a terasou v patře.
Přízemí ze tří stran rozšiřuje dlážděná terasa, která má v jižní části vložený obdélný bazén. Zaoblený jihovýchodní kout uzavírá betonová arkáda. Dispozice vily je uvolněná, na půdorysu dvou prostupujících se obdélníků se třemi zaoblenými nárožími.
Jižní průčelí má obě nároží zaoblené, severní prolamuje pásové okno a vysoké francouzské okno, které navazuje na prosklenou stěnu. V pravé části ustupujícího křídla je pásové okno složené ze čtyř kovových otočných křídel, na nějž navazuje prosklená stěna atelieru.
V hladkém severním průčelí jsou v levé části dvě obdélná okna. Ve východní části je vpravo čtvercové okno s vodorovným poutcem, vlevo dveře do obývacího pokoje.
Nad úroveň obíhající kordonové římsy vystupuje boční zeď atelieru, do kterého vede elipsové schodiště. V jižním průčelí je v přízemí prosklená stěna s francouzskými okny obývacího prostoru, z něhož se volně prochází na terasu.
Na obývací pokoj se na západní straně pojí zvýšený jídelní kout s příčkou a podávacím oknem vedoucím do kuchyně. Tento obytný prostor přechází až do východního křídla. V severní části domu jsou ložnice, šatna a lázeň se záchodem. Chodba na západní straně vede do haly se vstupem do zahrady.
Na severní straně stavby je několikastupňové schodiště s přístupem k dřevěnému schodišti vedoucímu do ateliéru v patře. Z atelieru se vstupuje na terasu.
V hale je původní mozaiková dlažba v kombinaci s terazzem, kterou tvoří motiv soustředných různobarevných kruhů s výsečemi. Dům je vybaven původním topným systémem, stejným jako v Loosově vile ve Střešovicích.
Zahrada
Vilu obklopuje zahrada ze tří stran. Její návrh je dílem architekta Karla Simona a vznikl spolu s plány domu.
Východní část pozemku na obdélném půdorysu s vilou v severozápadním rohu má parkovou úpravu. Dřeviny jsou vysázeny blíže plotu a okolí vily zůstává volnější. Při jižní straně převažuje smrk pichlavý, bříza a borovice černá. Při východní straně pestrou směs smrků, modřínů a jedle. Přístupová cesta je u vrat z obou stran osazena klečí a jalovci.
Západní část pozemku na lichoběžníkovém půdorysu je osazena ovocnými stromy; jsou zde vysazeny třešně a ořech.